# Barbaracurus winklerorum
Espèce
Barbaracurus winklerorum est une espèce de scorpions de la famille des Buthidae.

## Distribution
Cette espèce est endémique du Dhofar en Oman. Elle se rencontre vers Deem et Kadrafi dans le Jabal Sayq.

## Description
Le mâle holotype mesure 28,08 mm et la femelle paratype 32,76 mm.

## Étymologie
Cette espèce est nommée en l'honneur de Birgit et Alexander Winkler.

## Publication originale
- Kovařík, Lowe & Šťáhlavský, 2018 : « Review of the genus Babycurus Karsch, 1886 (Arachnida, Scorpiones, Buthidae), with descriptions of Barbaracurus gen. n. and two new species from Oman and Yemen. » Euscorpius, no 267, p. 1-41 (texte intégral).